# 弗拉芒维尔
弗拉芒维尔（法語：Flamanville，法語發音：[flamɑ̃vil]）是法国芒什省的一个市镇，属于瑟堡区。

## 地理
弗拉芒维尔（49°31'51"N, 1°51'59"W）面积7.22 平方千米，位于法国诺曼底大区芒什省，该省份为法国西北部沿海省份，西、北、东北三面环大西洋，东起顺时针与卡爾瓦多斯省、奧恩省、马耶讷省和伊勒-维莱讷省接壤。
与弗拉芒维尔接壤的市镇（或旧市镇、城区）包括：莱皮约、特雷欧维尔。

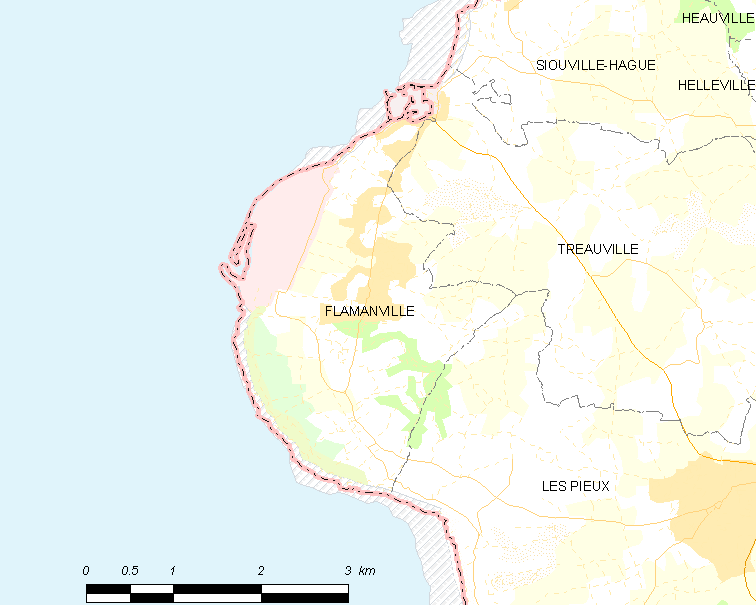
弗拉芒维尔的OSM定位图

弗拉芒维尔的时区为UTC+01:00、UTC+02:00（夏令时）。

## 行政
弗拉芒维尔的邮政编码为50340，INSEE市镇编码为50184。

## 政治
弗拉芒维尔所属的省级选区为莱皮约县。

## 人口

1962-2008年间弗拉芒维尔人口变化图示

弗拉芒维尔于2022年1月1日时的人口数量为1682人。